# Affelsdorf
Affelsdorf ist eine Ortschaft in der Gemeinde St. Veit an der Glan im Bezirk Sankt Veit an der Glan in Kärnten, in Österreich. Die Ortschaft hat 34 Einwohner (Stand 1. Jänner 2024). Sie liegt auf dem Gebiet der Katastralgemeinde Tanzenberg. Der Ortsname Affelsdorf wird auf Ainfaltsdorf (Dorf der Einfältigen) zurückgeführt.

## Lage
Die Ortschaft liegt im Süden des Bezirks Sankt Veit an der Glan, auf dem Höhenrücken nordwestlich des Zollfelds, wenige hundert Meter nordöstlich des Schlosses Tanzenberg.

## Geschichte
In der Steuergemeinde Tanzenberg liegend, gehörte der Ort in der ersten Hälfte des 19. Jahrhunderts zum Steuerbezirk Tanzenberg. Bei Bildung der Ortsgemeinden im Zuge der Reformen nach der Revolution 1848/49 kam Affelsdorf an die Gemeinde Hörzendorf (die zunächst unter dem Namen Gemeinde Karlsberg geführt wurde), 1972 an die Gemeinde Sankt Veit an der Glan.
Um das Gasthaus Kollerwirt herum sind in den letzten Jahrzehnten einige Einfamilienhäuser errichtet worden.

## Bevölkerungsentwicklung

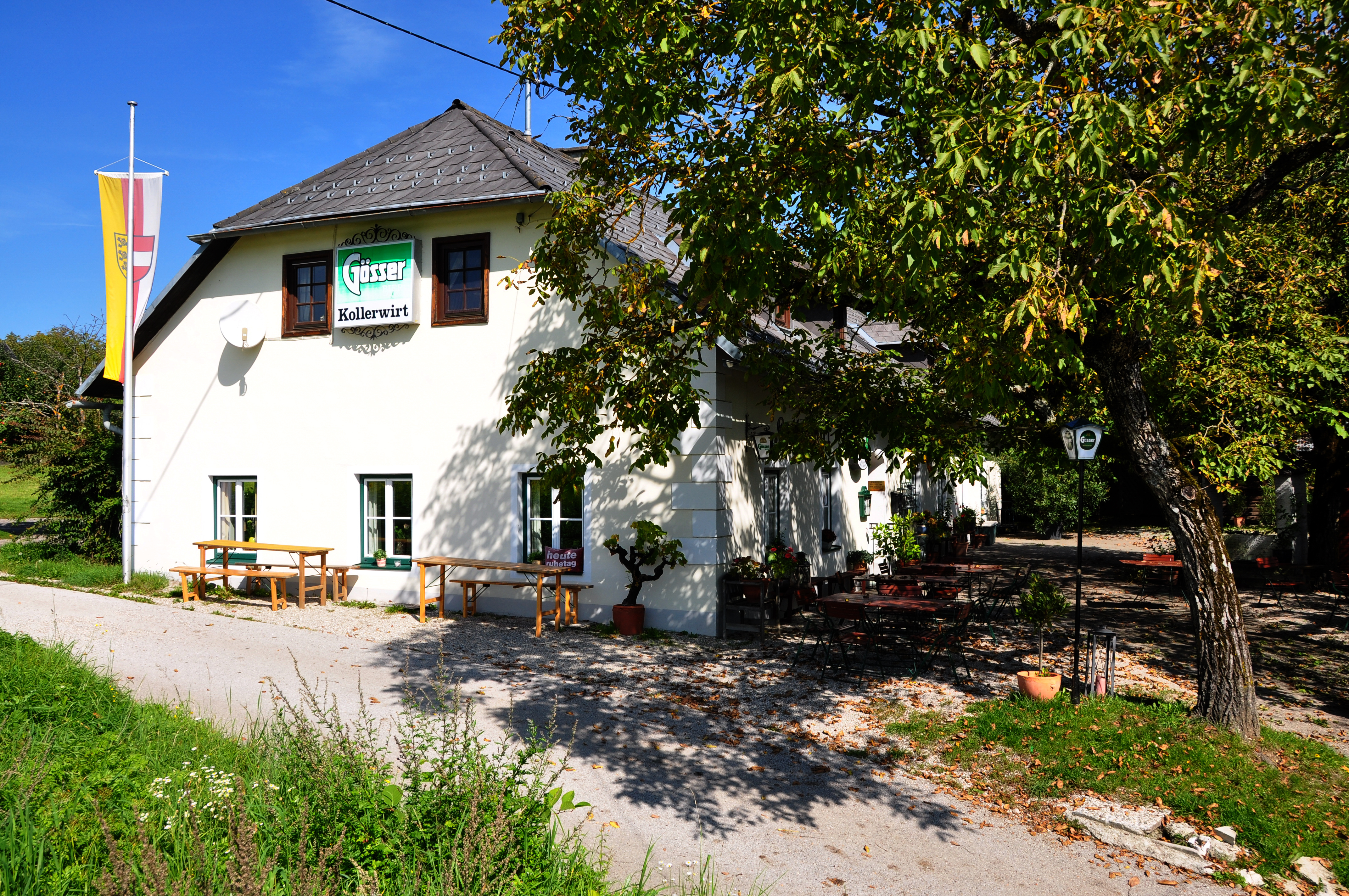
Kollerwirt

Für die Ortschaft ermittelte man folgende Einwohnerzahlen:
- 1869: 5 Häuser, 20 Einwohner[4]
- 1880: 4 Häuser, 25  Einwohner[5]
- 1890: 4  Häuser, 11 Einwohner[6]
- 1900: 2  Häuser, 15 Einwohner[7]
- 1910: 2  Häuser, 12 Einwohner[8]
- 1923: 2 Häuser, 13 Einwohner[9]
- 1934: 11 Einwohner[10]
- 1961: 2  Häuser, 7 Einwohner[11]
- 2001: 10 Gebäude (davon 10 mit Hauptwohnsitz) mit 9 Wohnungen; 36 Einwohner und 3 Nebenwohnsitzfälle; 10 Haushalte; 1 Arbeitsstätte, 1 land- und forstwirtschaftlicher Betrieb[12]
- 2011: 11 Gebäude, 24 Einwohner, 11 Haushalte, 2 Arbeitsstätten[13]
- 2021: 14 Gebäude, 28 Einwohner, 13 Haushalte, 3 Arbeitsstätten[14]